# 知名町立下平川小学校
知名町立下平川小学校（ちなちょうりつ しもひらかわしょうがっこう）は、鹿児島県大島郡知名町にある市立小学校。

## 学校行事
1学期
- 入学式
- 交通安全教室
- 1年生をむかえる会
- すもう大会
- 春の一日遠足

2学期
- 運動会

3学期
- なわとび大会
- 持久走大会
- 児童総会
- お別れ遠足
- 卒業式

## 特徴
- 学校には、スポーツ少年団が設けられており、男子がソフトボールとサッカー，女子がバスケットボールとバレーボールを中心に活動に取り組んでいる。

大会に合わせて様々なスポーツに取り組むことでスポーツの楽しさを味わってもらい、子供たち自身の可能性を広げていってほしいと願って活動を行っている。
- 体育委員会主催の全校レクリエーションが行われており、「うずまきじゃんけん」をはじめ、「けいどろ」、「Yの字陣取り」などのゲームを昼休みに全学年で行われている。[1]

## 卒業後の進路
- 卒業生の大半は、知名町立知名中学校に進学する。

## 著名な出身者・関係者
- 山元宗 - 元下平川小学校校長